# 孙汉董
孙汉董（1939年11月25日—），男，云南保山人，中国植物资源和植物化学家，曾任中国科学院昆明植物研究所所长、研究员、植物化学国家重点实验室学术委员会副主任。 

## 生平
孙汉堇生于云南保山。1962年毕业于云南大学，1988年获日本京都大学药学博士学位。2003年当选为中国科学院院士。